# بيت عزالدين (بني العوام)

تعديل مصدري - تعديل

بيت عزالدين هي إحدى قرى عزلة قطعة الصرابي بمديرية بني العوام التابعة لمحافظة حجة، بلغ تعداد سكانها 46 نسمة حسب تعداد اليمن لعام 2004.